# Barete
Barete község (comune) Olaszország Abruzzo régiójában, L’Aquila megyében.

## Fekvése
A megye északnyugati részén fekszik. Határai: Cagnano Amiterno, L’Aquila, Montereale és Pizzoli.

## Története
Első írásos említése a 14. századból származik, bár a régészeti leletek tanúsága szerint már az ókorban lakott vidék volt. A következő századokban nemesi birtok volt. Önállóságát a 19. század elején nyerte el, amikor a Nápolyi Királyságban felszámolták a feudalizmust.

## Népessége
A népesség számának alakulása:

## Főbb látnivalói
- San Vito-templom
- San Paolo-templom